# Sable Island Pony
Das Sable Island Pony ist eine sehr seltene Pony-Rasse, die sich durch Isolation auf einer Insel über längere Zeit und natürliche Auslese entwickelt hat.
Hintergrundinformationen zur Pferdebewertung und -zucht finden sich unter: Exterieur, Interieur und Pferdezucht.

## Exterieur
- sehr großer, gerader Kopf
- kräftiger, kurzer, gerader Hals
- extrem lange, dichte Mähne
- gerader Rücken
- Rumpf mit ausladenden Hinterrippen
- abgeschrägte, stark abfallende, dürftige Kruppe
- kurze, stabile, trockene Gliedmaßen
- sehr harte Hufe
- Farben: Braune, Füchse und Rappen, keine Schimmel und Schecken
- oft mit kleinen Abzeichen
- Stockmaß: ca. 132–142 cm

## Zuchtgeschichte
Die sandbankähnliche, baumlose Insel Sable Island im Atlantik, die zur kanadischen Provinz Neuschottland gehört, ist die Heimat der halbwilden Sable Island Ponys. 1738 versuchte der Bischof von Boston, Andrew Le Mercier die Insel mit Personen und Nutztieren, unter anderem Pferde zu besiedeln. Das Vorhaben schlug fehl, das Vieh wurde von Fischern gestohlen, die Pferde verwilderten und pflanzten sich halbwild fort. Andere Quellen gehen davon aus, dass die Sable Island Ponys auf nordfranzösische Ponys zurückzuführen sind, die im 18. Jahrhundert von einem Hugenotten auf die Insel gebracht wurden. Als man die Ponys nicht mehr brauchte, wurden sie freigelassen und passten sich im Laufe der Jahre den rauen und extremen Lebensbedingungen der Insel an, weshalb das Sable Island Pony sehr widerstandsfähig und robust ist.
Vor 1960 wurden immer wieder Pferde eingefangen und verkauft, oft für die Kohleminen auf der Kap-Breton-Insel. 1961 hat die kanadische Regierung es per Gesetz verboten, die Ponys in irgendeiner Weise zu stören oder zu manipulieren, etwa durch Einfangen oder Fütterung.
Im Sommer 2014 lebten 552 Pferde auf der Insel.